# Karine Silva
Karine Silva de Almeida (Dourados, Mato Grosso del Sur; 2 de diciembre de 1993) es una artista marcial mixta brasileña que actualmente compite en la división de peso mosca del Ultimate Fighting Championship (UFC). Desde el 30 de abril de 2024, ocupa el puesto #12 en la clasificación de peso mosca femenino de UFC.

## Primeros años
Con recursos económicos mínimos, Silva dio el atrevido paso de dejar su trabajo para ingresar a una academia de artes marciales. A pesar de carecer del apoyo de su familia, tanto moral como económicamente, perseveró. Trabajando en trabajos ocasionales, desde guardia de seguridad hasta masajista y recepcionista, se apresuró a mantenerse mientras se sumergía en el entrenamiento de artes marciales.
La incursión de Silva en el mundo de los deportes de combate comenzó con el boxeo chino, y finalmente pasó a las artes marciales mixtas. A los 19 años hizo su debut profesional, aunque inicialmente no había planeado seguir una carrera en este deporte. Impulsada por su nueva pasión, abandonó la escuela, la familia y el trabajo para comprometerse plenamente con su formación. Su viaje dio un giro significativo cuando se unió a un equipo que ofrecía formación integral en diversas disciplinas como luta livre, lucha libre, MMA y muay thai.

## Carrera de artes marciales mixtas

### Carrera temprana
Los inicios de la carrera de Silva se habían desarrollado principalmente en Brasil, excepto por una desafortunada aventura en Rusia. Durante sus primeros años, dominó bajo la bandera de Aspera Fighting Championship, logrando seis victorias y encabezando la AFC 20 con una victoria con barra de brazo en el primer asalto sobre Leticia Oliveira Ribeiro. Su única derrota fue contra su la luchadora  Maryna Moroz en XFC International 7 el 1 de noviembre de 2014, siendo sometida por una barra de brazo en el primer asalto. Continuaría ganando sus siguientes 4 combates por nocaut, sin embargo, su debut internacional terminó en derrota, ya que Marina Mokhnatkina la sometió con una barra de rodilla en Fight Nights Global 81: Matmuratov vs. Ignatiev en diciembre de 2017.
Ella perdería su siguiente pelea por decisión unánime ante Dione Barbosa después de un descanso de dos años, Silve comenzó a ganar impulso al volver al peso mosca y noquear a Vitoria Ferreira en agosto de 2019. Silva se embarcó en una racha ganadora de cinco peleas que la posicionó para su oportunidad de llegar a UFC .
Su oportunidad llegó contra Qihui Yan en Contender Series 45 de Dana White , donde mostró su destreza defensiva en el primer asalto al frustrar los intentos de Yan e incluso conectar tiros desde abajo. En el segundo asalto, Silva cambió el rumbo con agresión ofensiva. Aprovechó una oportunidad y ejecutó un perfecto estrangulamiento de guillotina que obligó a Yan a hacer tapping, sellando su victoria al minuto 1:44 del segundo asalto.

### Ultimate Fighting Championship
Silva hizo su debut promocional contra Poliana Botelho el 4 de junio de 2022 en UFC Fight Night 207. Ella ganó la pelea mediante un estrangulamiento brabo en el primer asalto. Esta victoria le valió el premio Actuación de la noche.
En su actuación de segundo año, Silva se enfrentó al campeón de Invicta, Ketlen Souza , el 3 de junio de 2023 en UFC on ESPN 46. Ella ganó la pelea por sumisión con la barra de rodilla en el primer asalto.
Silva se enfrentó a Maryna Moroz el 19 de agosto de 2023 en UFC 292. Ella ganó la pelea mediante un estrangulamiento de guillotina en el primer asalto.
Silva enfrentó a Ariane Lipski el 27 de abril de 2024 en UFC on ESPN 55. Ella ganó la pelea por decisión unánime.

## Campeonatos y logros
- Ultimate Fighting Championship
  - Actuación de la Noche (una vez) vs. Poliana Botelho[7]

## Récord de artes marciales mixtas
| Récord profesional | Récord profesional | Récord profesional |
| 22 peleas          | 18 victorias       | 4 derrotas         |
| ------------------ | ------------------ | ------------------ |
| Nocaut             | 9                  | 1                  |
| Sumisión           | 8                  | 2                  |
| Decisión           | 1                  | 1                  |

| Resultado | Récord | Oponente            | Método                      | Evento                                  | Fecha                   | Ronda | Tiempo | Localización          | Notas                                                   |
| --------- | ------ | ------------------- | --------------------------- | --------------------------------------- | ----------------------- | ----- | ------ | --------------------- | ------------------------------------------------------- |
| Victoria  | 18–4   | Ariane Lipski       | Decisión (unánime)          | UFC on ESPN: Nicolau vs. Perez          | 27 de abril de 2024     | 3     | 5:00   | Las Vegas, Nevada     |                                                         |
| Victoria  | 17–4   | Maryna Moroz        | Sumisión (guillotine choke) | UFC 292                                 | 19 de agosto de 2023    | 1     | 4:59   | Boston, Massachusetts |                                                         |
| Victoria  | 16–4   | Ketlen Souza        | Sumisión (kneebar)          | UFC on ESPN: Kara-France vs. Albazi     | 3 de junio de 2023      | 1     | 1:45   | Las Vegas, Nevada     |                                                         |
| Victoria  | 15–4   | Poliana Botelho     | Sumisión (brabo choke)      | UFC Fight Night: Volkov vs. Rozenstruik | 4 de junio de 2022      | 1     | 4:55   | Las Vegas, Nevada     | Actuación de la noche.                                  |
| Victoria  | 14–4   | Qihui Yan           | Sumisión (guillotine choke) | Dana White's Contender Series 45        | 26 de octubre de 2021   | 2     | 1:44   | Las Vegas, Nevada     |                                                         |
| Victoria  | 13–4   | Sidy Rocha          | TKO (lesión en el brazo)    | Standout Fighting Tournament 22         | 31 de octubre de 2020   | 1     | 2:16   | São Paulo             | Pelea de peso gallo.                                    |
| Victoria  | 12–4   | Simone da Silva     | Sumisión (heel hook)        | Standout Fighting Tournament 21         | 29 de febrero de 2020   | 1     | 3:07   | São Paulo             | Pelea de peso pactado en (130 lb).                      |
| Victoria  | 11–4   | Geovanna Eduarda    | Sumisión (rear-naked choke) | Cidade da Luta 4                        | 26 de octubre de 2019   | 1     | 2:00   | Curitiba              |                                                         |
| Victoria  | 10–4   | Vitória Ferreira    | TKO (golpes)                | Cidade da Luta 3                        | 18 de agosto de 2019    | 1     | 3:24   | Curitiba              | Regresó a peso mosca.                                   |
| Derrota   | 9–4    | Dione Barbosa       | Decisión (unánime)          | Katana Fight 9                          | 4 de mayo de 2019       | 3     | 5:00   | Pinhais               |                                                         |
| Derrota   | 9–3    | Marina Mokhnatkina  | Sumisión (kneebar)          | Fight Nights Global 81                  | 15 de diciembre de 2017 | 1     | 0:58   | Omsk                  | Debut de peso gallo.                                    |
| Victoria  | 9–2    | Juliete de Souza    | Sumisión (triangle choke)   | Curitiba Top Fight 11                   | 1 de julio de 2017      | 3     | 1:38   | Curitiba              | Pelea de peso mosca.                                    |
| Victoria  | 8–2    | Bruna Rosso         | TKO (codazos)               | Aspera FC 25                            | 17 de octubre de 2015   | 2     | 3:28   | Curitibanos           |                                                         |
| Victoria  | 7–2    | Leticia Ribeiro     | Sumisión (armbar)           | Aspera FC 20                            | 6 de junio de 2015      | 1     | 4:24   | Navegantes            | Pelea de peso mosca.                                    |
| Victoria  | 6–2    | Cynthia Cândido     | TKO (golpes)                | Aspera FC 17                            | 4 de abril de 2015      | 1     | 2:58   | Curitibanos           |                                                         |
| Derrota   | 5–2    | Maryna Moroz        | Sumisión (armbar)           | XFC International 7                     | 1 de noviembre de 2014  | 1     | 3:27   | Paranaguá             | Cuartos de final del torneo de peso paja femenino XFCI. |
| Victoria  | 5–1    | Geisyele Nascimento | TKO (golpes)                | Aspera FC 8                             | 14 de junio de 2014     | 1     | 2:11   | Paranaguá             | Debut en peso paja.                                     |
| Victoria  | 4–1    | Patricia Marques    | TKO (golpes)                | Aspera FC 7                             | 25 de mayo de 2014      | 1     | 1:33   | Itajai                | Debut en peso paja.                                     |
| Victoria  | 3–1    | Cintia Nunes        | KO (patada a la cabeza)     | Aspera FC 6                             | 3 de mayo de 2014       | 1     | 0:32   | Itapema               |                                                         |
| Victoria  | 2–1    | Helaine Ribeiro     | KO (codazos)                | Victory Iron Girls 1                    | 15 de marzo de 2014     | 1     | 4:03   | Florianópolis         |                                                         |
| Victoria  | 1–1    | Marta Souza         | TKO (golpes)                | Curitiba Fight Pro                      | 22 de febrero de 2014   | 2     | N/A    | Xaxim                 |                                                         |
| Derrota   | 0–1    | Elaine Albuquerque  | KO (puñetazo)               | Sparta MMA 7                            | 13 de junio de 2013     | 3     | 2:33   | Balneário Camboriú    | Debut en peso mosca.                                    |